# Aleksander Truszkowski
Aleksander Franciszek Truszkowski (ur. 2 lutego 1860 w Bykowcach, zm. 5 marca 1933 w Krakowie) – generał major cesarskiej i królewskiej Armii, tytularny generał dywizji Wojska Polskiego.

## Życiorys
Aleksander Franciszek Truszkowski urodził się 2 lutego 1860 roku w Bykowcach, w rodzinie Marcelego i Izabeli ze Świerczyńskich. Po ukończeniu edukacji wstąpił do austriackiej armii. Ukończył m.in. Wojskową Wyższą Szkołę Realną w Hranicach i Wojskową Akademię Techniczną w Wiedniu. W armii austriackiej dowodził m.in. 1 Pułkiem Armat Polowych, 5 Brygadą Artylerii Polowej (1914). 3 grudnia 1914 awansowany do stopnia generała majora ze starszeństwem z 1 listopada 1914. Z dniem 1 maja 1915 został przeniesiony w stan spoczynku. Został członkiem prezydium powołanej 15 października 1917 sekcji krakowskiej c. k. Funduszu Wdów i Sierot. 
Podczas I wojny światowej był przewodniczącym komitetu krajowego Komisji Opieki nad Inwalidami Wojennymi w Krakowie
W 1919 został przyjęty do Wojska Polskiego w stopniu generała podporucznika. Początkowo na stanowisku inspektora zakładów wojskowych w Dowództwie Okręgu Generalnego Kraków. Autor wydanej w 1920 roku w Krakowie książki Z Dziedziny Artylerji. 1 maja 1920 roku został zatwierdzony z dniem 1 kwietnia 1920 roku w stopniu generała podporucznika, w grupie oficerów byłej armii austriacko-węgierskiej, Był wówczas dowódcą Zbrojowni Kraków. Następnie został dowódcą Uzbrojenia w Krakowie, a 19 lutego 1921 mianowany kierownikiem Zarządu Centralnych Zakładów Uzbrojenia w Krakowie.
3 maja 1922 roku został zweryfikowany w stopniu generała brygady ze starszeństwem z 1 czerwca 1919 roku i 5. lokatą w korpusie generałów.
Z dniem 31 sierpnia 1923 roku został przeniesiony w stan spoczynku, w stopniu tytularnego generała dywizji, z prawem noszenia munduru.
Dekretem Naczelnika Państwa z 29 grudnia 1921 został odznaczony Orderem „Odrodzenia Polski" klasy IV – w uznaniu zasług, położonych dla Rzeczypospolitej Polskiej, na polu pracy obywatelskiej.
Osiadł w Krakowie. Zmarł 5 marca 1933 tamże. Pochowany na Cmentarzu Wojskowym przy ulicy Prandoty (Cmentarz Rakowicki, kwatera 6 WOJ-płd-wsch-narożnik).

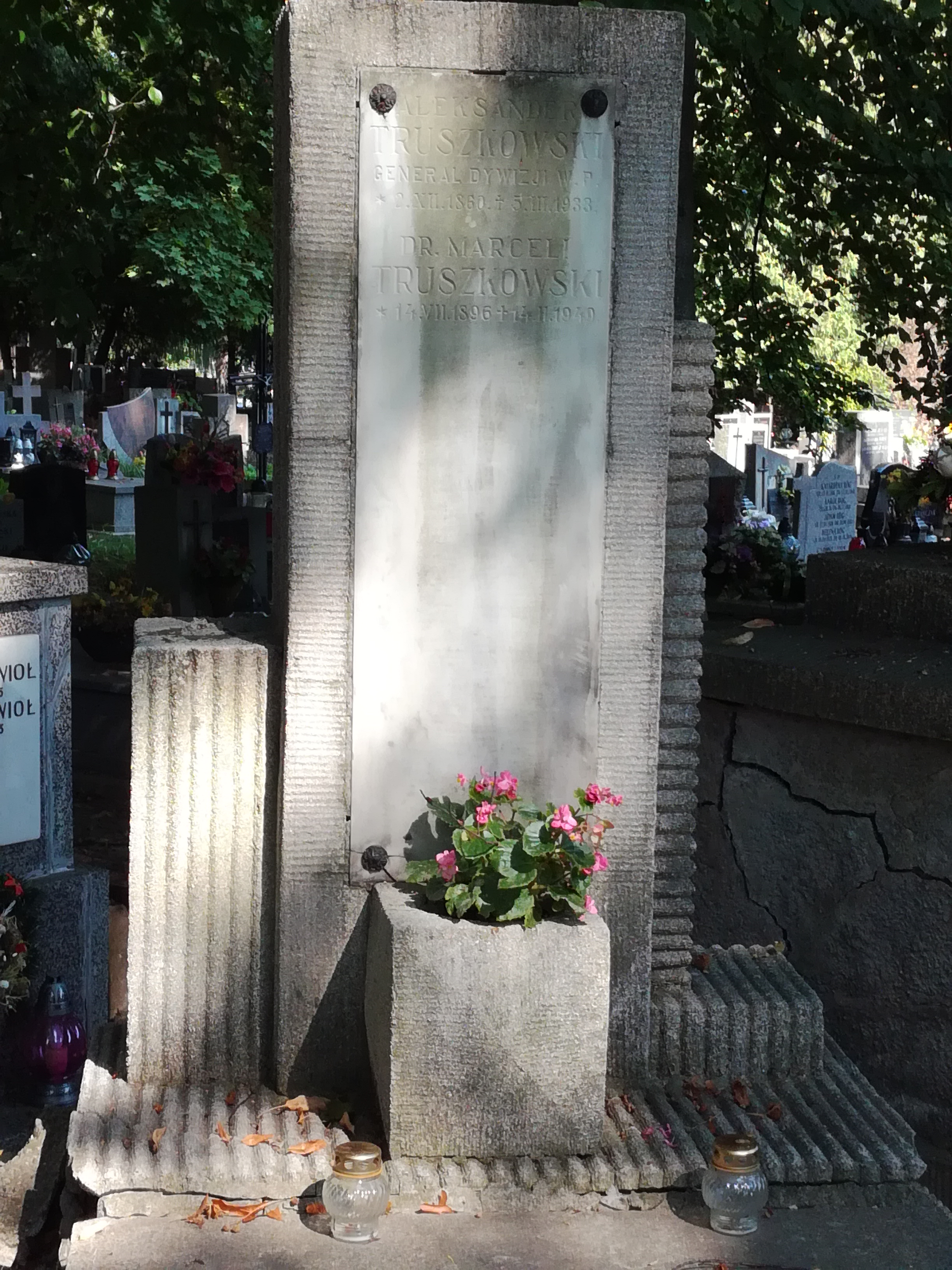
Grób gen. Aleksandra Truszkowskiego

## Odznaczenia
- Krzyż Oficerski Orderu Odrodzenia Polski – 29 grudnia 1921[13][22][23]
- Kawaler Orderu Korony Żelaznej III kl. z deokracją wojenną i mieczami[24]
- Krzyż Zasługi Wojskowej III kl.[24]
- Odznaka za Służbę Wojskową III kl.[24]
- Medal Jubileuszowy Pamiątkowy dla Sił Zbrojnych i Żandarmerii[24]
- Krzyż Jubileuszowy Wojskowy[24]
- Krzyż Pamiątkowy Mobilizacji 1912–1913[24]